# 刚楚布寺
刚楚布寺，位于西藏自治区日喀则地区吉隆县，是一座藏传佛教噶举派寺院。

## 简介
刚楚布寺位于日喀则地区吉隆县境内。藏语“刚楚布”意为“起始窟”、“首次修行之窟”。此处是噶举派创始人米拉日巴第一次修行之地。1959年之前，有大批当地信众及尼泊尔僧众到该寺朝拜。文化大革命期间，该寺被毁。
刚楚布寺建在悬崖之下，寺院北侧依崖面兴建，沿着悬崖边缘以石块垒成一道护墙。该寺建筑由佛殿、神殿、伙房、修行洞等等组成，总面积大约260平方米。
- 修行洞：位于该寺东侧，是用一段凹弧形状的崖棚兴建，洞口的围垣是用片石垒成，高约1米，洞内面积3至4平方米。
- 佛殿：位于该寺东侧。佛殿内没有立柱，北端有用土坯垒成的佛台，佛台上已没有佛像。四壁尚残留壁画痕迹。北壁绘有一佛二弟子、十六罗汉、护法天王等等；东壁绘有米拉日巴、玛尔巴、吉祥天母坐像以及宁玛派、噶举派祖师、活佛的坐像；西壁正中央绘有释迦牟尼像，左右两侧分别绘有度母像等等；南壁绘有米拉日巴的保护神“次仁坚安”及护法神像。壁画下面叠压着早期壁画痕迹，其中以西壁最突出。
- 神殿：位于该寺最西端，东临小佛殿。神殿面积约20平方米，平面呈“凹”字形。正中央有一座正方形神台，长约1.6米，宽约1.4米，四角各有一座圆形神台，神台都是用土坯砖砌成。台上原来供奉神像，现已无存。[1]